# Eupithecia subfumosa
Eupithecia subfumosa là một loài bướm đêm trong họ Geometridae.